# Le Journal de l'automobile
Le Journal de l’automobile est un journal mensuel français fondé en 1979 par Jacob Abbou qui traite de l’actualité automobile. Il cible les professionnels de la distribution, des réseaux et de l'industrie automobile française.

## Historique
Le journal est lancé en 1979 sous une forme hebdomadaire par Jacob Abbou en collaboration avec Automotive News, la référence professionnelle du secteur automobile, éditée par Crain Communications qui publie également Advertising Age, dont la rédaction est basée à Détroit.

## Statistiques
Le Journal de l'automobile est lu par 51 600 professionnels du secteur automobile en France, majoritairement des cadres et décideurs[réf. nécessaire]. Il est diffusé chaque mois à 12 900 exemplaires en moyenne[réf. nécessaire].
La lettre d'information quotidienne et le site Internet comptabilisent à eux deux plus de 410 000 pages vues par mois, pour 200 000 visiteurs uniques, faisant du journal le premier site business to business automobile en France.

## Principaux événements
Plusieurs évènements sont organisés chaque année. Depuis 1981, un « homme de l’année » est désigné par un jury de journalistes pour récompenser une personne qui marqué la vie d’une entreprise et l'industrie automobile.
Les « Grands Prix de la Distribution Automobile » (GPDA) mettent en lumière les initiatives innovantes et distingue les réussites des distributeurs automobiles et de leurs équipes. 12 grands prix sont décernés,.

## Rédaction
- Président : Jacob Abbou
- Directeur Général : Laurent Abbou
- Directeur Commercial / Publicité : David Chatelon
- Directeur des rédactions : Catherine Leroy